# برندهایزوور
برندهایزوور (به بلغاری: Berende Izvor) یک منطقهٔ مسکونی در بلغارستان است که در استان صوفیه واقع شده‌است.